# Hávarðar saga Ísfirðings
Die Hávarðar saga Ísfirðings ist eine Isländersaga aus der ersten Hälfte des 14. Jahrhunderts, die vermutlich um das Jahr 1330 niedergeschrieben wurde. Die Saga handelt von der Rache des Protagonisten Hávarðar an dem despotischen Häuptling und Mörder seines Sohnes Þorbjörn. Die Zeit und Örtlichkeit der Handlung ist das 10. Jahrhundert im Westen Islands am Ísafjǫrdr.
Die Hávarðar saga geht auf eine ältere Fassung als Vorlage zurück, die heute verloren ist. Diese Vorlage stammt von Sturla Þórðarson in dessen Version der Landnámabók die Sturla als Þorbjarna saga ok Hávarðar hins halta betitelte. Literaturwissenschaftlich zählt sie zur Gruppe der Vestfirðingasögur. In der durchkomponierten Saga sind im Prosatext vierzehn Lausavísur Hávarðars eingeschoben, bei denen zwei im Ausdruck an die Sonatorrek des Egill Skallagrímsson erinnern. Die Strophen der Vísur sind teilweise derart schlecht überliefert, dass ihr Alter auf das 11. Jahrhundert datiert wird. Der Text der Saga ist in zwei relativ jungen Handschriften aus dem 17. Jahrhundert überliefert (AM 160 fol; AM 502 4to).

## Handlung
Hávarðar ist ein altgewordener freier Bauer von vornehmer Herkunft und einstiger Wikinger vom Hof Blámýri, der in seinen jungen Jahren in einer Auseinandersetzung mit dem Schwert so schwer verletzt wurde, dass er fortan auf einem Bein wegen eines erlahmten Fußes hinkte. Mit seiner Frau Bjargey, die ebenfalls vornehmer Abkunft ist, hat Hávarðar einen vielversprechenden Sohn Olafr als Erben.
Der maßlose und auf Hab und Gut Anderer übergriffige Þorbjörn wird misstrauisch gegenüber Olafr, zumal sein Intimus Vakr, Sohn seiner Schwester und ein intriganter Charakter, der – klein von Wuchs und leicht stigmatisiert durch Sommersprossen – von allen Menschen der Region verachtet wird, sein Netz von üblen Verdächtigungen spinnt. Insbesondere dass Sigrid, die Þorbjörn geraubt hat und als Hauswirtschafterin dingte, als Frau auf Olaf reagiert und Olaf auf Sigrid und beide eine Romanze beginnen, stachelt ihn und seinen neidischen Neffen an. Mit wachsenden Groll nimmt er hin, wie Olafr über einige Jahre hinweg das Ansehen und die Achtung aller am Ísafjǫrdr erwirbt.